# Championnats du monde universitaire de cyclisme
Pour les articles homonymes, voir Championnat du monde universitaire.
Les Championnats du monde universitaire de cyclisme sont organisés par la Fédération internationale du sport universitaire (FISU) sous l'égide de l'Union cycliste internationale (UCI). La première édition a lieu en 1978 à Anvers, en Belgique. Avant 1978, des Championnats du monde universitaire sont organisés, mais ceux-ci ne sont pas parrainés par la Fédération Internationale du Sport Universitaire. La dernière édition a eu lieu à Cartago (Costa Rica) en 2024.

## Compétitions
Éditions des Jeux mondiaux universitaires
| Année | Pays   | Ville | Cyclisme sur route  | Cyclisme sur piste                                   |
| ----- | ------ | ----- | ------------------- | ---------------------------------------------------- |
| 1947  | France | Paris | Course en ligne (H) | Poursuite individuelle (H) Poursuite par équipes (H) |
| 1949  |        |       | Course en ligne (H) | Poursuite par équipes (H)                            |
| 1950  |        |       | Course en ligne (H) |                                                      |
| 1954  |        |       | Course en ligne (H) |                                                      |

Championnats du monde universitaire de la FISU
| Année | Pays        | Ville            | Cyclisme sur route                                           | Cyclisme sur piste         | VTT                                                | Cyclo-cross      |
| ----- | ----------- | ---------------- | ------------------------------------------------------------ | -------------------------- | -------------------------------------------------- | ---------------- |
| 1978  | Belgique    | Anvers           | Course en ligne (H)                                          | Poursuite individuelle (H) | Pas au programme                                   | Pas au programme |
| 1986  | Russie      | Moscou           |                                                              |                            | Pas au programme                                   | Pas au programme |
| 1990  | Espagne     | Palma de Gandía  |                                                              |                            | Pas au programme                                   | Pas au programme |
| 2006  | Belgique    | Anvers/Herentals | Course en ligne (H/F) Contre-la-montre (H/F)                 | Pas au programme           | Pas au programme                                   | Cyclo-cross (H)  |
| 2008  | Pays-Bas    | Nimègue          | Course en ligne (H/F) Contre-la-montre (H/F)                 | Pas au programme           | Cross-country (H/F) Marathon (H/F)                 | Pas au programme |
| 2014  | Pologne     | Jelenia Góra     | Course en ligne (H/F) Contre-la-montre (H/F)                 | Pas au programme           | Mass start (H/F) Contre-la-montre (H/F)            | Pas au programme |
| 2016  | Philippines | Tagaytay         | Course en ligne (H/F) Critérium (H/F)                        | Pas au programme           | Cross-country eliminator (H/F) Cross-country (H/F) | Pas au programme |
| 2018  | Portugal    | Braga            | Course en ligne (H/F) Contre-la-montre (H/F)                 | Pas au programme           | Cross-country (H/F) Descente (H/F)                 | Pas au programme |
| 2024  | Costa Rica  | San Carlos       | Course en ligne (H/F) Contre-la-montre (H/F) Critérium (H/F) | Pas au programme           | Cross-country eliminator (H/F) Cross-country (H/F) | Pas au programme |

## Palmarès sur route

### Hommes

#### Course en ligne
| Édition | Or                | Argent                | Bronze                |
| ------- | ----------------- | --------------------- | --------------------- |
| 1978    | Theo de Rooij     | Maurizio Orlandi      | Leon Dejits           |
| 1986    | Nikolai Kossiakov | Bob Rasenberg         | Hendrik Redant        |
| 1990    | Paul King         | Dmitri Jdanov         | Fouka                 |
| 2006    | Yvo Kusters       | Michiel Van Aelbroeck | Malaya van Ruitenbeek |
| 2008    | Robin Chaigneau   | Michael Schweizer     | Malaya van Ruitenbeek |
| 2014    | Petr Vakoč        | Tim Gebauer           | Emanuel Piaskowy      |
| 2016    | Cyrus Monk        | Maral-Erdene Batmunkh | Alexander Weifenbach  |
| 2018    | Adne van Engelen  | Thijs de Lange        | Liam Magennis         |
| 2024    | Daniel Mráz       | Tim Wollenberg        | Szymon Pomian         |

#### Contre-la-montre
| Édition | Or                    | Argent             | Bronze                |
| ------- | --------------------- | ------------------ | --------------------- |
| 2006    | Malaya van Ruitenbeek | Tobias Erler       | Michiel van Aelbroeck |
| 2008    | Malaya van Ruitenbeek | Andrei Krasilnikau | Evaldas Šiškevičius   |
| 2014    | Petr Vakoč            | Tim Gebauer        | Adrian Kurek          |
| 2018    | Liam Magennis         | Marek Konwa        | Andreas Miltiadis     |
| 2024    | Jakub Ťoupalík        | Marcin Trojanowski | Konrad Czabok         |

#### Critérium
| Édition | Or             | Argent               | Bronze            |
| ------- | -------------- | -------------------- | ----------------- |
| 2016    | Ryan Cayubit   | Alexander Weifenbach | Cyrus Monk        |
| 2024    | Tim Wollenberg | Jakub Ťoupalík       | Linus Jörg Rosner |

### Femmes

#### Course en ligne
| Édition | Or             | Argent                    | Bronze               |
| ------- | -------------- | ------------------------- | -------------------- |
| 2006    | Ellen van Dijk | Eva Lutz                  | Ludivine Henrion     |
| 2008    | Elise van Hage | Chantal Blaak             | Annemiek van Vleuten |
| 2014    | Kathrin Hammes | Katarzyna Solus-Miskowicz | Martyna Klekot       |
| 2016    | Romy Kasper    | Nikol Plosaj              | Marella Salamat      |
| 2018    | Marta Lach     | Karolina Sowa             | Jaqueline Dietrich   |
| 2024    | Nora Jenčušová | Zuzanna Chylińska         | Olga Wankiewicz      |

#### Contre-la-montre
| Édition | Or               | Argent               | Bronze             |
| ------- | ---------------- | -------------------- | ------------------ |
| 2006    | Loes Gunnewijk   | Ellen van Dijk       | Verena Jooß        |
| 2008    | Iris Slappendel  | Annemiek van Vleuten | Loes Markerink     |
| 2014    | Martyna Klekot   | Kathrin Hammes       | Monika Brzezna     |
| 2018    | Tereza Korvasová | Karolina Sowa        | Jaqueline Dietrich |
| 2024    | Petra Zsankó     | Zuzanna Chylińska    | Nora Jenčušová     |

#### Critérium
| Édition | Or           | Argent         | Bronze         |
| ------- | ------------ | -------------- | -------------- |
| 2016    | Romy Kasper  | Nikol Plosaj   | Monika Brzezna |
| 2024    | Petra Zsankó | Nora Jenčušová | Judith Krahl   |

## Palmarès en VTT

### Hommes

#### Cross-country
| Édition | Or             | Argent            | Bronze        |
| ------- | -------------- | ----------------- | ------------- |
| 2008    | Till Marx      | Jan Skarnitzl     | Niels Wubben  |
| 2014    | Emilien Barben | Marek Konwa       | Jan Nesvadba  |
| 2016    | Piotr Kurczab  | Marcin Kawalec    | Louis Wolf    |
| 2018    | Erno McCrae    | Krzysztof Lukasik | Martin Stošek |
| 2024    | Jan Zatloukal  | João Cruz         | Louis Krauss  |

#### Contre-la-montre
| Édition | Or          | Argent       | Bronze         |
| ------- | ----------- | ------------ | -------------- |
| 2014    | Marek Konwa | Jan Nesvadba | Emilien Barben |

#### Descente
| Édition | Or             | Argent       | Bronze       |
| ------- | -------------- | ------------ | ------------ |
| 2018    | Carlos Martins | Jannik Abbou | João Pereira |

#### Cross-country eliminator
| Édition | Or             | Argent       | Bronze        |
| ------- | -------------- | ------------ | ------------- |
| 2016    | Marcin Kawalec | Louis Wolf   | Kohei Maeda   |
| 2024    | Aron Horváth   | Louis Krauss | Piotr Krynski |

### Femmes

#### Cross-country
| Édition | Or                        | Argent               | Bronze           |
| ------- | ------------------------- | -------------------- | ---------------- |
| 2008    | Caroline Mani             | Maaris Meier         | Ingrid Bosscha   |
| 2014    | Katarzyna Solus-Miskowicz | Barbara Benkó        | Marine Groccia   |
| 2016    | Sofia Wiedenroth          | Aleksandra Podgorska | Marta Turobos    |
| 2018    | Felicitas Geiger          | Lotte Koopmans       | Gabriela Wojtyla |
| 2024    | Patricie Srnska           | Matylda Szczecińska  | Aneta Novotná    |

#### Contre-la-montre
| Édition | Or                        | Argent        | Bronze         |
| ------- | ------------------------- | ------------- | -------------- |
| 2014    | Katarzyna Solus-Miskowicz | Barbara Benkó | Marine Groccia |

#### Cross-country eliminator
| Édition | Or               | Argent        | Bronze               |
| ------- | ---------------- | ------------- | -------------------- |
| 2016    | Sofia Wiedenroth | Marta Turobos | Seika Ainota         |
| 2024    | Patricia Srnska  | Anna Bokros   | Constantina Georgiou |

#### Descente
| Édition | Or            | Argent         | Bronze               |
| ------- | ------------- | -------------- | -------------------- |
| 2018    | Nina Hoffmann | Daniela Araujo | Ana Catatina Moreira |